# Servoscala a poltroncina

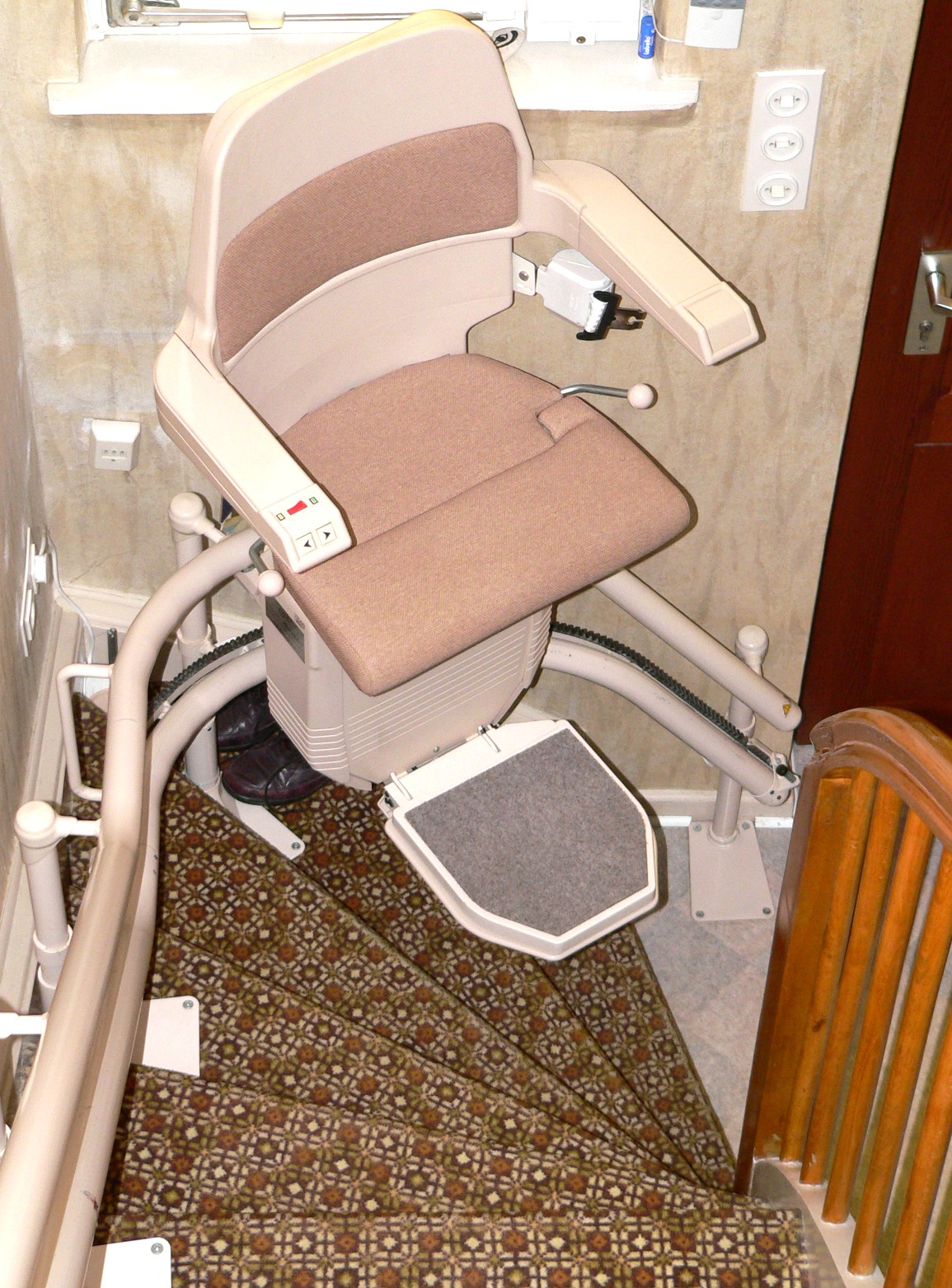
Montascale domestico a poltroncina

Un monstascale a poltroncina è un dispositivo che permette di superare una o più rampe di scale in posizione seduta. In pratica si tratta di un montascale dotato di seggiolino.
Il servoscala a poltroncina usualmente agevola le persone che, per età o patologie di varia natura, hanno una mobilità ridotta. 
Le soluzioni presenti sul mercato sono numerose ma hanno caratteristiche simili.

## Diffusione
Questa soluzione è particolarmente diffusa nel nord Europa, nelle classiche abitazioni a due piani. Negli ultimi anni si evidenzia uno sviluppo dell'utilizzo delle poltroncine anche nel sud Europa per via dell'aumento dell'età media e per l'esigenza di maggiore comfort e comodità delle persone anziane.